# Elektriciteitscentrale GRES-2
De GRES-2-elektriciteitscentrale in Ekibastuz, Kazachstan, is een van de grootste kolencentrales ter wereld. Blok 1 heeft een vermogen 4000 megawatt, en heeft met 419,7 meter de hoogste schoorsteen ter wereld, 38 meter hoger dan de tweede, de Inco Superstack.
De in 1987 geopende centrale heeft naast zijn schoorsteen nog een wereldrecord: de hoogspanningslijn vertrekkende van de centrale, die als bestemming Kokshetau heeft, heeft de hoogste spanning ter wereld: 1150 kV. De verlenging van deze lijn naar Elektrostal in Rusland is ook voorzien voor deze spanning, maar functioneert momenteel op slechts 400 kV.
Naast blok 1 van de centrale is er blok 2, met een vermogen van 1000 megawatt.
Op 30 mei 2006 deed de schoorsteen zijn bijnaam "De aansteker" eer aan en vatte vlam. De vlammen kwamen uit de top van de schoorsteen. Het gebouw werd door de brandweer geëvacueerd, maar er was geen melding van gewonden. De oorzaak van de brand werd nooit meegedeeld.